# Магнієві руди
Ма́гнієві ру́ди (рос. магниевые руды, англ. magnesium ores; нім. Magnesiumerze n pl) — природні мінеральні утворення, з яких економічно доцільно і технічно можливо видобувати магній .

## Загальна інформація
Головні магнієві руди мають осадове походження. Магній в значних кількостях входить до складу більш як ста мінералів; необмежені ресурси Mg є в розчиненому стані в морській воді. Головна форма магнію в рудах — у вигляді практично єдиного або одного з провідних катіонів в хімічно активних легкорозчинних мінералах або розсолах (табл.).
У порядку зменшення промислового значення розрізняють три генетичні типи магнезитів: лагунно-морські, кори вивітрювання гіпербазитів і озерні.
| Головні види магнезійної сировини | Головні види магнезійної сировини           | Головні види магнезійної сировини | Головні види магнезійної сировини | Головні види магнезійної сировини |
| Магнезійні формації               | Вид сировини                                | Вміст MgO                         | % за масою Mg                     | Густина, кг/м³                    |
| --------------------------------- | ------------------------------------------- | --------------------------------- | --------------------------------- | --------------------------------- |
| Гіпербазитові та карбонатні       | Брусит                                      | 69,1                              | 41,8                              | 2300                              |
| Гіпербазитові та карбонатні       | Форстерит                                   | 57,3                              | 34,6                              | 3200                              |
| Гіпербазитові та карбонатні       | Магнезит                                    | 47,8                              | 28,8                              | 3000                              |
| Гіпербазитові та карбонатні       | Серпентин                                   | 43,6                              | 26,3                              | 2500                              |
| Гіпербазитові та карбонатні       | Енстатит                                    | 40,2                              | 24,2                              | 3100                              |
| Гіпербазитові та карбонатні       | Тальк                                       | 31,9                              | 19,2                              | 2700                              |
| Гіпербазитові та карбонатні       | Доломіт                                     | 21,9                              | 13,2                              | 2800                              |
| Соляні                            | Бішофіт                                     | 19,8                              | 12                                | 1590                              |
| Соляні                            | Лангбейніт                                  | 19,4                              | 11,7                              | 2800                              |
| Соляні                            | Епсоміт                                     | 16,4                              | 9,9                               | 1700                              |
| Соляні                            | Каїніт                                      | 16,2                              | 9,8                               | 2100                              |
| Соляні                            | Карналіт                                    | 14,5                              | 8,7                               | 1600                              |
| Соляні                            | Астраханіт                                  | 12,1                              | 7,3                               | 2400                              |
| Соляні                            | Полігаліт                                   | 8                                 | 4,8                               | 2800                              |
| Соляні                            | Розсоли (сульфати та хлориди Mg, Са, К, Na) | 2                                 | —                                 | —                                 |
| Морська вода                      | Хлориди Mg та ін.                           | 0,2                               | 0,13                              | —                                 |

## Класифікація
- Магнезит першого типу утворюються в прибережних лагунах, що акумулювали магній, який вилуговувався з базальтових покривів, в карбонатній формі. Сучасні магнезити цього типу вивчені в лагуні Куронг (Південна Австралія). Велика кількість таких родовищ пов'язана з давніми товщами.

- Магнезит другого типу (кори вивітрювання) представлений жовнами і штокверками дрібних жил; при перевідкладенні в тріщинах він утворює жили потужністю 1 м, зрідка до 40 м, що простягаються на глибину понад 150 м.

- Осадові магнезити (третій тип) складають пластоподібні поклади потужністю від декількох метрів до 400–500 м і довжиною від сотень метрів до десятків кілометрів. Залягання — від субгоризонтального (кайнозойські озерні руди) до субвертикального. Головні родовища магнезиту мають докембрійський вік.

## Родовища
Великі родовища магнієвих руд є в Східному Казахстані, Австрії, Греції, Чехії, КНДР, Китаї, Канаді і США. Родовища магнезиту відомі в Росії: на Уралі (Саткинська, Білоріцька, Іванівська групи родовищ), в Іркутській області (Савинське, Онотське родовище), Красноярському краї (Удерейське) та ін. Магнезитові солі зустрічаються у великих кількостях в сольових відкладах озер Казахстану, водах Аральського і Каспійського морів. Родовища викопного карналіту осадового походження відомі в соляних родовищах Росії (Верхньокамське на Уралі), Бєларусі (Солегорське), в Німеччині, Франції, Іспанії і ін. країнах. Унікальне Волгоградське родовище бішофіту знаходиться в соляному басейні Прикаспійської синеклізи. Тут бішофіт перебуває в асоціації з карналітом, кізеритом і галітом. На деяких ділянках бішофіт утворює майже мономінеральні (із вмістом 88–96 % мінералу) поклади, потужністю 10–40, іноді до 100–200 м. У межах Приволжської монокліналі встановлена наявність чотирьох пластів бішофіту на глибині 1000–1800 м. Два з них мають регіональне поширення. Пласти прослідковуються за простяганням до 400 км, вхрест простягання на 30–40 км. Запаси бішофіту на цій площі понад 200 млрд т. Родовище може розроблятися методом підземного вилуговування.

## Магнезит в Україні
На території України неогенові хлоридно-сульфатні магнієві руди є в Калуському та Стебниківському родовищах. В Західному Приазов'ї (Сорокінська тектонічна зона) виявлені високомагнезіальні гіпербазити (Родіонівська ділянка). Прогнозні ресурси магнієвої сировини (категорії Р2) до глибини 200 м становлять 250 млн т. Перспективним джерелом магнієвої сировини є ропа Сивашського родовища. Україна володіє істотними запасами бішофіту (Чернігівська та Полтавська обл.). Сумарні ресурси бішофіту складають близько 50 км³.

## Способи переробки
Способи переробки магнієвих руд різко розрізняються в залежності від типу руд і кінцевого продукту. Застосовують флотацію, гравітацію у важких середовищах і електромагнітну сепарацію.